# Pselliophora koreana
Pselliophora koreana är en tvåvingeart som beskrevs av Masaki 1939. Pselliophora koreana ingår i släktet Pselliophora och familjen storharkrankar.
Artens utbredningsområde är Sydkorea. Inga underarter finns listade i Catalogue of Life.